# Rees Motor Company
Rees Motor Company war ein US-amerikanischer Hersteller von Automobilen.

## Unternehmensgeschichte
Der Ingenieur John Howard Rees war für die Hudson Motor Car Co. tätig. Im Juni 1920 kündigte er Pläne für eine eigene Automobilproduktion an. Die Gründung eines Unternehmens ist aber für 1920 nicht überliefert. Erst im Mai 1921 gründete er das Unternehmen. Der Sitz war in Cleveland in Ohio. Rees war Präsident und Generalmanager, J. L. Stanton Vizepräsident, S. W. Moiselle Sekretär und M. R. Slayback Schatzmeister. Im Juni 1921 wurde ein Werk von der Halladay Motors Corporation in Attica in Ohio übernommen. Dort begann die Produktion von Automobilen. Der Markenname lautete Rees. Im gleichen Jahr endete die Produktion.
Nach Angaben von Bewohnern von Attica entstanden zwischen zwei und fünf Fahrzeuge. Diese Zahl ist falsch, denn die Zulassungszahlen in Ohio weisen sechs Fahrzeuge aus.

## Fahrzeuge
Das einzige Modell hatte einen selbst hergestellten Vierzylindermotor. Er leistete 20 PS aus etwa 2 Liter Hubraum. Das Fahrgestell hatte je nach Quelle 274 cm oder 284 cm Radstand. Der Aufbau war ein offener Tourenwagen. Der Neupreis betrug 1450 US-Dollar.